# در جست‌وجوی فضاهای گم‌شده
در جست‌وجوی فضاهای گم‌شده، اثر داریوش شایگان کتابی است در مورد فلسفه هنر که هنر مشرق زمین و غرب را بررسی می‌کند و به رموز فرهنگ‌ها اشاره دارد، در قسمت‌هایی انتهایی به تحلیل آثار هنرمندانی مانند سهراب سپهری، آیدین آغداشلو، بهمن جلالی و … می‌پردازد.